# Colorado Indy 200 1999
Colorado Indy 200 1999 var ett race som var den åttonde deltävlingen i Indy Racing League 1999. Racet kördes den 29 augusti på Pikes Peak International Raceway. Greg Ray tog en vital tredje seger för året, vilket gav honom en relativt dominant mästerskapsledning. Davey Hamilton blev tvåa, med Mark Dismore på tredje plats.

## Slutresultat
| Plats | Förare                | Team                   | Grid |
| ----- | --------------------- | ---------------------- | ---- |
| 1     | Greg Ray              | Team Menard            | 1    |
| 2     | Davey Hamilton        | Galles Racing          | 5    |
| 3     | Mark Dismore          | Kelley Racing          | 3    |
| 4     | Buddy Lazier          | Hemelgarn Racing       | 9    |
| 5     | Sam Schmidt           | Treadway Racing        | 2    |
| 6     | Scott Harrington      | McCormack Motorsports  | 4    |
| 7     | Robby McGehee         | Conti Racing           | 8    |
| 8     | Jimmy Kite            | McCormack Motorsports  | 16   |
| 9     | Robby Unser           | Team Pelfrey           | 12   |
| 10    | Kenny Bräck           | A.J. Foyt Enterprises  | 13   |
| 11    | Eddie Cheever         | Cheever Racing         | 20   |
| 12    | Jaques Lazier         | Truscelli Racing       | 17   |
| 13    | Billy Boat            | A.J. Foyt Enterprises  | 14   |
| 14    | Stéphan Grégoire      | Dick Simon Racing      | 21   |
| 15    | Buzz Calkins          | Bradley Motorsports    | 15   |
| 16    | John Hollansworth Jr. | TeamXtreme             | 7    |
| 17    | Tyce Carlson          | Blueprint-Immke Racing | 19   |
| 18    | Bobby Regester        | Truscelli Racing       | 23   |
| 19    | Eliseo Salazar        | Nienhouse Motorsports  | 22   |
| 20    | Donnie Beechler       | Cahill Racing          | 24   |
| 21    | Scott Goodyear        | Panther Racing         | 11   |
| 22    | Scott Sharp           | Kelley Racing          | 6    |
| 23    | Jeff Ward             | ISM Racing             | 10   |
| 24    | Ronnie Johncox        | Kelley Racing          | 18   |